# Onoba
Onoba, também Onuba ou Onuba aestuaria,  é uma povoação citada por fontes gregas e romanas situada na costa onubense, em antigo território turdetano, correspondente à atual Huelva, na Espanha. Consistia em um povoado turdetano de grande tamanho, que abarcava 35 hectáreas. Esse povoado foi ocupado por colonizadores fenícios e, mais tarde, romanos.
Estrabão (Geografia) refere-se a Onoba ao descrever uma tentativa de fundação de Gadir (antiga Cádis) por viajantes fenícios de Tiro. Segundo o geógrafo grego, Onoba situava-se entre o Estreito de Gibraltar e o Cabo de São Vicente, junto a um estuário. Em frente a Onoba havia uma ilha com um templo dedicado a Héracles. Onoba também é citada por Plínio, o Velho, em sua Naturalis Historia, como estando na confluência dos rios Luxia e Urius, antes do rio Bétis (Guadalquivir).
A terminação do nome em -oba é muito comum na época clássica em topónimos do sul da Península Ibérica. A mesma partícula ocorre em Ossónoba, atual Faro (Portugal).